# Geopressão
A palavra geopressões, apesar de relativamente nova, é bastante usada na indústria do petróleo. Porém, ela é muitas vezes empregada para simplesmente expressar as pressões dos fluidos contidos nos poros das rochas localizadas em sub-superfície. Nesse sentido, o termo geopressão seria um sinônimo de pressão das formações e/ou pressão de poros.
O termo Geopressões pode ser definido de uma maneira mais ampla e englobando todas as pressões e tensões existentes no subsolo, e todas aquelas que são impostas às formações que podem, inclusive, levar à falha da rocha. Aqui, a expressão estimativa das geopressões será definida como os estudos a serem realizados para se estimar as pressões de poros, fratura e colapso, necessárias para o estabelecimento dos pesos de fluido de perfuração e assentamento das colunas de revestimentos a serem descidas em um poço de petróleo.
Nesse sentido, Geopressões engloba as tensões de sobrecarga e as pressões de poros, colapso e fratura.

## Referência
- ROCHA, Luiz Alberto Santos e AZEVEDO, Cecilia Toledo - Projetos de Poços de Petróleo - Geopressões e Assentamento de Colunas de Revestimentos, Editora Interciência, Rio de Janeiro, 2007.